# Сухая Конка
Сухая Конка (укр. Суха Кінська) — правый приток реки Конка, расположенный на территории Пологовского и Бильмакского районов (Запорожская область, Украина).

## География
Длина — 23 км. Площадь водосборного бассейна — 114 км². Русло реки (отметки уреза воды) в среднем течении (село Конские Раздоры) находится на высоте 144,3 м над уровнем моря. Берега местами обрывистые, изрезаны балками и промоинами. Создано несколько прудов.
Берёт начало восточнее села Зелёный Гай. Река течёт на северо-запад. Впадает в реку Конка (на 126-м км от её устья) между сёлами Конские Раздоры и Воскресенка (Чапаевка).
Притоки: многочисленные балки (Чабанка).
Населённые пункты (от истока к устью):
1. Конские Раздоры